# لیگ دسته اول فوتبال ارمنستان ۲۰۰۳
فصل ۲۰۰۳، ۱۳مین فصل لیگ دسته اول فوتبال ارمنستان بود که در ۱ مه آغاز شد و در ۱۴ نوامبر به پایان رسید. باشگاه فوتبال کیلیکیا از ایروان قهرمان لیگ شد و به لیگ برتر فوتبال ارمنستان ۲۰۰۴ صعود کرد .

## نمای کلی
- باشگاه تازه‌تاسیس واغارشاپات به لیگ معرفی شد.
- باشگاه فوتبال دینامو ایروان و باشگاه فوتبال یرازانک به فوتبال حرفه‌ای بازگشتند.
- باشگاه فوتبال اسپارتاک ایروان با باشگاه فوتبال اورارتو ادغام شد و در نتیجه به لیگ دسته اول سقوط کرد.

## باشگاه‌های شرکت‌کننده
| باشگاه                         | موقعیت     | ورزشگاه                | گنجایش |
| ------------------------------ | ---------- | ---------------------- | ------ |
| باشگاه فوتبال کیلیکیا          | ایروان     | ورزشگاه هرازدان        | ۵۴٬۲۰۸ |
| باشگاه فوتبال پیونیک           | ایروان     | ورزشگاه پیونیک         | ۷۸۰    |
| باشگاه فوتبال میکا             | آشتاراک    | ورزشگاه کاساغی مارزیک  | ۳٬۶۰۰  |
| باشگاه فوتبال لوکوموتیو ایروان | ایروان     |                        |        |
| باشگاه فوتبال شیراک            | گیومری     | ورزشگاه شهر گیومری     | ۲٬۸۴۴  |
| باشگاه فوتبال لوری             | وانادزور   | ورزشگاه لوری           | ۴٬۰۰۰  |
| باشگاه فوتبال نورک ماراش       | ایروان     |                        |        |
| باشگاه فوتبال اسپارتاک ایروان  | ایروان     |                        |        |
| باشگاه فوتبال کوتایک           | آبوویان    | ورزشگاه شهر آبوویان    | ۳٬۹۴۶  |
| باشگاه فوتبال دینامو ایروان    | ایروان     |                        |        |
| باشگاه فوتبال واغارشاپات       | واغارشاپات | ورزشگاه شهر واغارشاپات | ۳٬۰۰۰  |
| باشگاه فوتبال یرازانک          | ایروان     |                        |        |

## جدول لیگ
| رتبه | تیم                            | بازی | برد | مساوی | باخت | گل زده | گل خورده | گل تفاضل | امتیاز | صعود                                                                                     |
| ---- | ------------------------------ | ---- | --- | ----- | ---- | ------ | -------- | -------- | ------ | ---------------------------------------------------------------------------------------- |
| ۱    | باشگاه فوتبال کیلیکیا          | ۲۲   | ۲۰  | ۰     | ۲    | ۸۸     | ۱۴       | ۷۴+      | ۶۰     | قهرمانی، صعود به لیگ برتر فوتبال ارمنستان ۲۰۰۴                                           |
| ۲    | باشگاه فوتبال واغارشاپات       | ۲۲   | ۱۶  | ۲     | ۴    | ۶۱     | ۲۴       | ۳۷+      | ۵۰     |                                                                                          |
| ۳    | باشگاه فوتبال پیونیک           | ۲۲   | ۱۵  | ۳     | ۴    | ۷۴     | ۲۷       | ۴۷+      | ۴۸     |                                                                                          |
| ۴    | باشگاه فوتبال لوکوموتیو ایروان | ۲۲   | ۱۲  | ۳     | ۷    | ۴۶     | ۳۳       | ۱۳+      | ۳۹     |                                                                                          |
| ۵    | باشگاه فوتبال اسپارتاک ایروان  | ۲۲   | ۱۱  | ۳     | ۸    | ۳۴     | ۳۱       | ۳+       | ۳۶     |                                                                                          |
| ۶    | باشگاه فوتبال کوتایک           | ۲۲   | ۱۰  | ۵     | ۷    | ۳۱     | ۲۰       | ۱۱+      | ۳۵     |                                                                                          |
| ۷    | باشگاه فوتبال میکا             | ۲۲   | ۹   | ۴     | ۹    | ۴۳     | ۲۷       | ۱۶+      | ۳۱     |                                                                                          |
| ۸    | باشگاه فوتبال دینامو ایروان    | ۲۲   | ۹   | ۴     | ۹    | ۲۹     | ۴۴       | ۱۵−      | ۳۱     |                                                                                          |
| ۹    | باشگاه فوتبال شیراک            | ۲۲   | ۷   | ۳     | ۱۲   | ۲۴     | ۴۱       | ۱۷−      | ۲۴     |                                                                                          |
| ۱۰   | باشگاه فوتبال لوری             | ۲۲   | ۵   | ۰     | ۱۷   | ۳۶     | ۷۴       | ۳۸−      | ۱۵     |                                                                                          |
| ۱۱   | باشگاه فوتبال نورک ماراش       | ۲۲   | ۳   | ۳     | ۱۶   | ۲۳     | ۶۴       | ۴۱−      | ۱۲     |                                                                                          |
| ۱۲   | باشگاه فوتبال یرازانک          | ۲۲   | ۰   | ۰     | ۲۲   | ۱۳     | ۱۰۳      | ۹۰−      | ۰      | کناره‌گیری پس از هفته یازدهم، بازی‌های انجام نشده ۰-۳ مقابل آنها به سود آنها به پایان رسید |
| ۱۳   | فیما ایروان                    | ۰    | -   | -     | -    | -      | -        | —        | ۰      | کناره‌گیری پیش از شروع فصل.                                                               |
| ۱۴   | باشگاه فوتبال دینامو یغوارد    | ۰    | -   | -     | -    | -      | -        | —        | ۰      | کناره‌گیری پیش از شروع فصل.                                                               |
| ۱۵   | باشگاه فوتبال وانادزور         | ۰    | -   | -     | -    | -      | -        | —        | ۰      | کناره‌گیری پیش از شروع فصل.                                                               |
| ۱۶   | باشگاه فوتبال آرپا             | ۰    | -   | -     | -    | -      | -        | —        | ۰      | کناره‌گیری پیش از شروع فصل.                                                               |

## گلزنان برتر
|   | بازیکن              | تیم       | گل‌ها |
| - | ------------------- | --------- | ---- |
| ۱ | نشان ارزرومیان      | کیلیکیا   | ۳۱   |
| ۲ | آشوت خاچاطریان      | پیونیک-۲  | ۲۰   |
| ۳ | آلکساندر پطروسیان   | پیونیک-۲  | 15   |
| ۴ | هاروتیون هوهانیسیان | کیلیکیا   | ۱۳   |
| ۵ | روبن آریستاکسیان    | میکا-۲    | ۱۲   |
| ۵ | آهارون مکویان       | دینامو    | ۱۱   |
| ۵ | رافائل مکرتچیان     | لوکوموتیو | ۱۱   |
| ۵ | سرگئی ارزرومیان     | کیلیکیا   | ۱۰   |